# Huracán Jeanne
El huracán Jeanne fue el huracán más mortífero en la temporada de huracanes en el Atlántico de 2004. Fue la décima tormenta nombrada, el séptimo huracán y el quinto huracán mayor de la temporada, así como el tercer huracán y la cuarta tormenta nombrada de la temporada en tocar tierra en Florida. Se formó a partir de una onda tropical el 13 de septiembre de 2004 cerca de las Antillas Menores, y encontró condiciones suficientemente favorables para alcanzar el estado de tormenta tropical. Jeanne se fortaleció aún más en el este del mar Caribe, convirtiéndose en una fuerte tormenta tropical y desarrollando un ojo antes de golpear a Puerto Rico el 15 de septiembre. Manteniéndose bien organizado, alcanzó el estado de huracán antes de llegar al extremo este de la República Dominicana el 16 de septiembre.
El huracán Jeanne se debilitó constantemente al cruzar el este de La Española, y el 17 de septiembre se debilitó brevemente hasta alcanzar el estado de depresión tropical luego de alcanzar aguas abiertas. Su circulación original se disipó como una nueva reformada más cerca del área principal de tormentas eléctricas. Girando hacia el norte, Jeanne se reorganizó lentamente y volvió a alcanzar el estado de huracán el 20 de septiembre. Ejecutó un bucle en el sentido de las agujas del reloj hacia el oeste, debilitándose debido a la surgencia al alcanzar su camino de nuevo. Jeanne encontró condiciones favorables mientras continuaba hacia el oeste, y alcanzó un estado de huracán mayor antes de cruzar el norte de las Bahamas el 25 de septiembre. Al día siguiente, golpeó el condado de Martín, Florida, en casi el mismo lugar que el huracán Frances unas semanas antes. Jeanne se debilitó sobre la tierra mientras giraba hacia el noroeste, deteriorándose a estado de depresión tropical en Georgia el 27 de septiembre. Se volvió hacia el noreste, se volvió extratropical el 28 de septiembre antes de disiparse el 29 de septiembre después de fusionarse con un frente frío.
El huracán produjo fuertes lluvias en su trayectoria, incluso en Haití, donde las precipitaciones causaron deslaves devastadores; Se reportaron más de 3,000 muertes en el país. Lluvias intensas también ocurrieron durante su desembarco en Puerto Rico y Florida, lo que provocó inundaciones en los ríos. En su tope más fuerte, el huracán produjo fuertes vientos en una zona afectada anteriormente por el huracán Frances y, en algunos lugares, por el huracán Charley. Más tarde en su duración, la combinación de la humedad de Jeanne y el aire fresco resultó en un brote de tornado que se extendió desde Georgia a través de los estados del Atlántico Medio.

## Historia meteorológica

### Orígenes

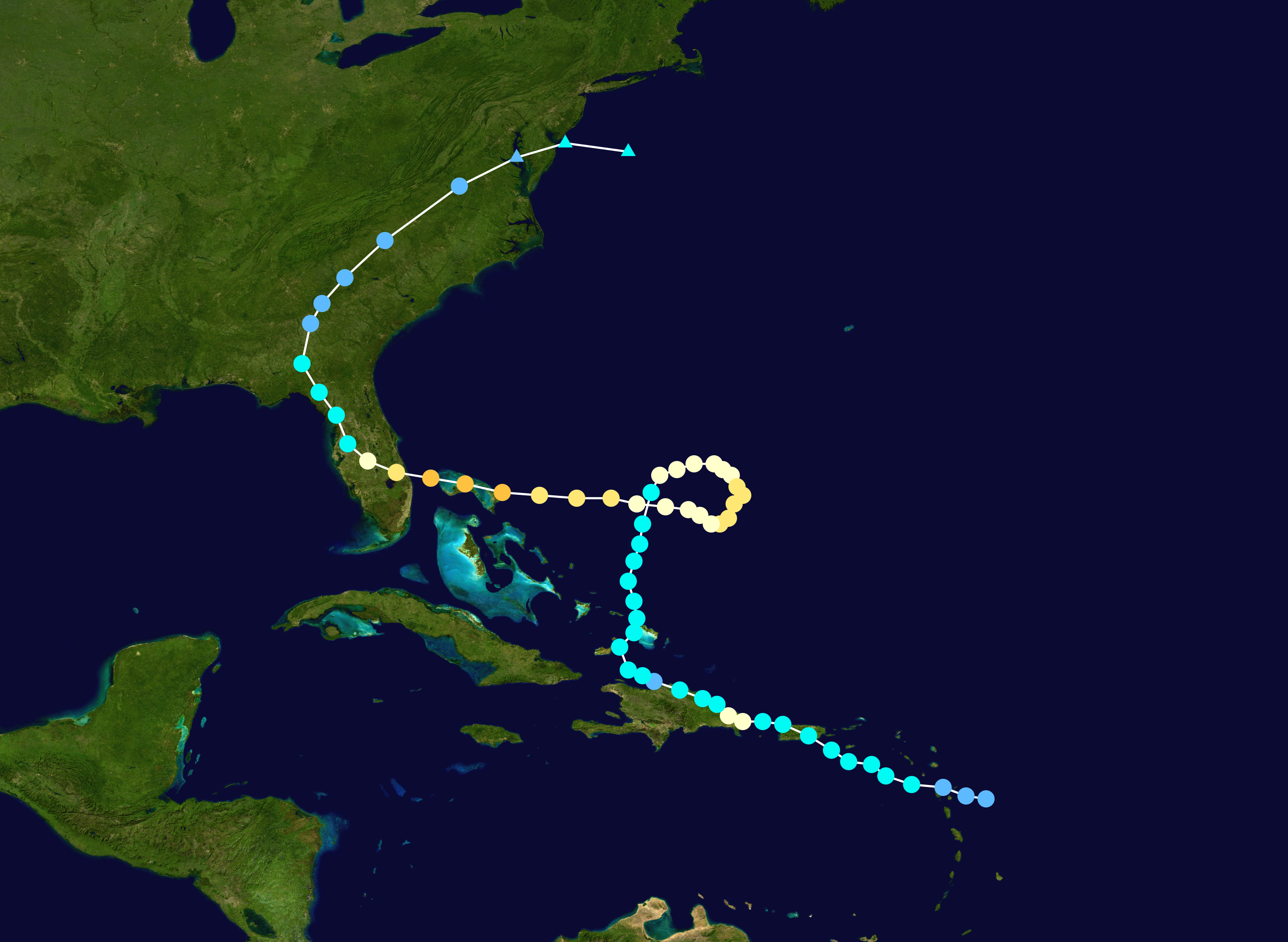
Trayectoria del huracán Jeanne

Los orígenes del huracán Jeanne provienen de una ola tropical que se movió frente a la costa de África el 7 de septiembre. Conteniendo un área dispersa de convección moderada, la ola rastreó hacia el oeste a 12-17 mph (19-28 km/h), ubicada al sur de una gran cresta. El sistema inicialmente no mostró signos de desarrollo, con aire desfavorablemente seco que persiste en toda la región. El 11 de septiembre, la convección se organizó un poco mejor, y al día siguiente se hizo evidente un amplio giro ciclónico. Sin embargo, el desarrollo general se vio obstaculizado por la cizalladura del viento en el nivel superior por el huracán Iván en el mar Caribe, así como también por un nivel alto bajo al norte de la ola.
A última hora del 12 de septiembre, mientras se acercaba a las Antillas Menores del norte, la convección aumentó y se organizó mejor en torno a un área de mayor viraje ciclónico. Las condiciones ambientales se volvieron más favorables, lo que permitió el desarrollo de un área de baja presión y aumentar las características de anillado. A fines del 13 de septiembre, con la formación de una amplia circulación de bajo nivel, se estima que el sistema se convirtió en la depresión tropical Once a unos 70 millas (110 km) al este-sureste de Guadalupe.

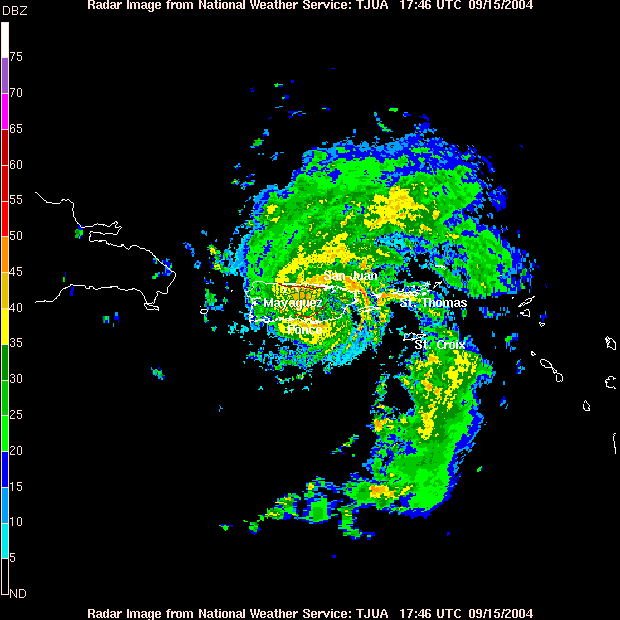
Imagen de radar en donde Jeanne golpea a Puerto Rico el 15 de septiembre

Al convertirse por primera vez en un ciclón tropical, la depresión se localizó al sur de la cresta subtropical, dando como resultado un camino oeste-noroeste que trajo el centro sobre Guadalupe. La circulación fue inicialmente amplia, y el aire seco arrastró temporalmente al cuadrante noroeste de la tormenta. Sin embargo, las condiciones ambientales fueron lo suficientemente favorables para un mayor desarrollo, con un canal de profundización hacia el oeste que proporciona un flujo beneficioso. Las características de las bandas mejoraron alrededor de la circulación, y el Centro Nacional de Huracanes mejoró la depresión a la tormenta tropical Jeanne el 13 de septiembre a unos 135 millas (220 km) al sureste de Saint Croix. Al cruzar las Antillas Menores, la tormenta trajo fuertes lluvias locales, con un total de 12 pulgadas (305 mm) reportadas en Guadalupe.
La tormenta tropical Jeanne se organizó rápidamente en el este del mar Caribe, desarrollando un núcleo interior hermético y un flujo de salida bien definido, ya que rastreó temperaturas de agua caliente de alrededor de 84 °F (29 °C). Inicialmente, se pronosticaba que la tormenta alcanzaría el estado de huracán antes de cruzar Puerto Rico. Sin embargo, su organización se deterioró a principios del 15 de septiembre, y las imágenes de radar siguieron una circulación de bajo nivel que se alejaba de la convección. El debilitamiento temporal se debió a una mayor cizalla y aire seco. A las 16:00 UTC del 15 de septiembre, Jeanne tocó tierra cerca de Guayama, Puerto Rico con vientos de 70 mph (115 km/h), y mientras se movía a tierra estaba en el proceso de desarrollar un ojo. Al otro lado del territorio, la tormenta produjo fuertes lluvias, alcanzando un máximo de 23.75 pulgadas (605 mm) en la isla de Vieques. Las precipitaciones en toda la región provocaron inundaciones moderadas a severas en los ríos, con varias estaciones fluviales en Puerto Rico que informaron niveles históricos. Los vientos ligeros, generalmente en torno a la fuerza de las tormentas tropicales, también afectaron a la región.

### Segunda etapa

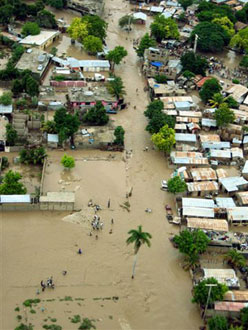
Las precipitaciones de Jeanne causaron inundaciones catastróficas en Haití

La tormenta tropical Jeanne permaneció sobre Puerto Rico durante aproximadamente ocho horas, durante las cuales mantuvo su característica ocular y núcleo interno bien definido de convección. Se intensificó sobre el Canal de la Mona y alcanzó el estado de huracán cuando golpeó el extremo oriental de la República Dominicana el 16 de septiembre. Continuando lentamente hacia el oeste-noroeste cerca de la costa, Jeanne rápidamente se debilitó a la tormenta tropical, y 24 horas después de tocar tierra su convección se había deteriorado a medida que la función del ojo se disipaba. A última hora del 17 de septiembre, emergió en el Océano Atlántico como una depresión tropical, luego de haber arrojado lluvias torrenciales a través de La Española. Se produjeron inundaciones catastróficas y deslizamientos de tierra en Haití, incluida la ciudad costera de Gonaïves, y se informaron más de 3000 muertes en el país.
El 17 de septiembre, mientras estaba en La Española, el Centro Nacional de Huracanes emitió un pronóstico que predijo que Jeanne aterrizaría cerca de Savannah, Georgia, en unos cinco días. Sin embargo, el pronóstico notó incertidumbre con respecto a las corrientes de dirección, que dependían del movimiento de los remanentes del huracán Iván y una cresta detrás de él. Después de que dejó a la nación como una depresión tropical, el centro de circulación original se desvió hacia el oeste alejándose de la convección y se disipó. Sin embargo, una nueva circulación se desarrolló más cerca de la convección, y Jeanne recuperó el estado de tormenta tropical el 18 de septiembre. Para entonces, la circulación de nivel medio asociada con el huracán Iván se había combinado con un valle para debilitar la cresta situada al oeste del Océano Atlántico; esto hizo que Jeanne siguiera hacia el norte a través de las Islas Turcas y Caicos.
A medida que avanzaba hacia el norte, la tormenta no logró organizarse al principio, debido a la influencia de un nivel bajo bajo hacia el sur. La circulación se hizo amplia y alargada, así como también eliminada de la convección más profunda. Sin embargo, después de alejarse de la baja, la convección se organizó mejor y se asoció más con la convección. Después de que continuara la lenta organización inicial, se desarrolló un área de convección profunda en el centro del mediodía del 20 de septiembre. Un ojo desarrollado dentro de la convección, y a última hora del 20 de septiembre, Jeanne volvió a alcanzar el estado de huracán a unos 350 millas (570 km) al este-noreste de las Islas Ábaco en las Bahamas.
Mientras se intensificaba como tormenta tropical, el Centro Nacional de Huracanes enfrentó dificultades en el camino futuro de Jeanne, basado en dos grandes divergencias entre los modelos de huracanes de computadora. Un escenario involucraba que la tormenta acelerara al este-noreste al sur de un canal, siguiendo el camino del huracán Karl hacia el este. El otro escenario involucraba a Jeanne girando hacia el sudeste y girando hacia el oeste debido a una cresta de construcción. A principios del 20 de septiembre, el pronóstico oficial siguió al primer escenario, aunque más tarde ese día, los funcionarios cambiaron el pronóstico para indicar el giro hacia el sur.

### Tercera etapa

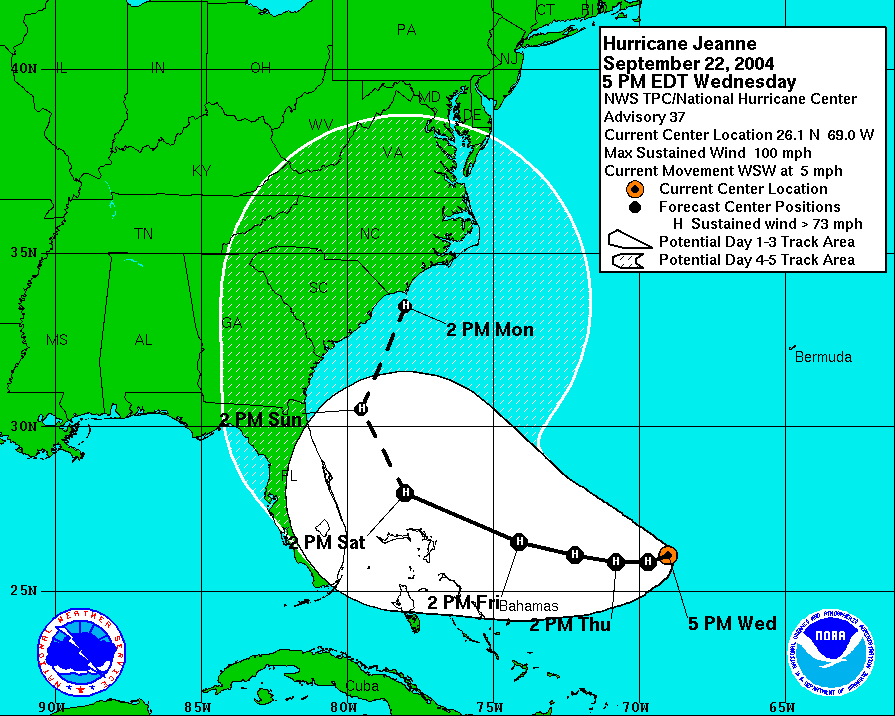
Mapa de pronóstico varios días antes de tocar tierra, lo que indica una amenaza para Carolina del Norte

El huracán Jeanne se intensificó a medida que giraba hacia el este, desarrollando un ojo de 52 millas (83 km) de ancho. Un movimiento hacia el sudeste comenzó el 22 de septiembre, y en la misma época alcanzó vientos de 100 mph (160 km/h), convirtiéndolo en un huracán de categoría 2 en la escala de huracanes de Saffir-Simpson. Al mismo tiempo, el Centro Nacional de Huracanes pronostica girar hacia el oeste y más tarde hacia el noroeste, con su trayectoria proyectada de cinco días dentro de 60 millas (100 km) de Cape Fear, Carolina del Norte. El valor atípico más occidental durante una ejecución de modelo fue el modelo NOGAPS, que predijo un movimiento continuo hacia el oeste a través de la Florida central. El pronóstico oficial cambió el 23 de septiembre para llevar a Jeanne al noreste de Florida, aunque inicialmente se pronosticaba que el ciclón giraría hacia el noreste y golpearía a Carolina del Sur como un huracán.
Para el 23 de septiembre, Jeanne había empezado a moverse lentamente hacia el oeste, con su ojo previamente bien definido volviéndose desigual. Se movió lentamente sobre las aguas que atravesó solo cuatro días antes, causando surgencia; este es el proceso en el que una tormenta estacionaria hace que la temperatura del agua disminuya al llevar las aguas más frías y profundas a la superficie. Como resultado, Jeanne se debilitó a un mínimo mediodía de huracanes el 23 de septiembre, aunque se pronostica que volverá a intensificarse y alcanzará un estado de huracán mayor. A principios del 24 de septiembre, los vientos habían disminuido a 80 mph (130 km/h); su convección se debilitó en intensidad, y la pared del ojo erosionada debido al arrastre de aire seco. Sin embargo, cuando Jeanne se movió hacia un área de aguas más cálidas, la convección profunda se reveló alrededor del ojo. Su entorno de nivel superior favorable permitió que el flujo de salida se definiera mejor, con un ojo grande y aire seco cercano como los principales factores de restricción para el desarrollo. A las 12:00 UTC del 25 de septiembre, Jeanne alcanzó un estado de huracán mayor, y dos horas más tarde tocó tierra en la Islas Ábaco.

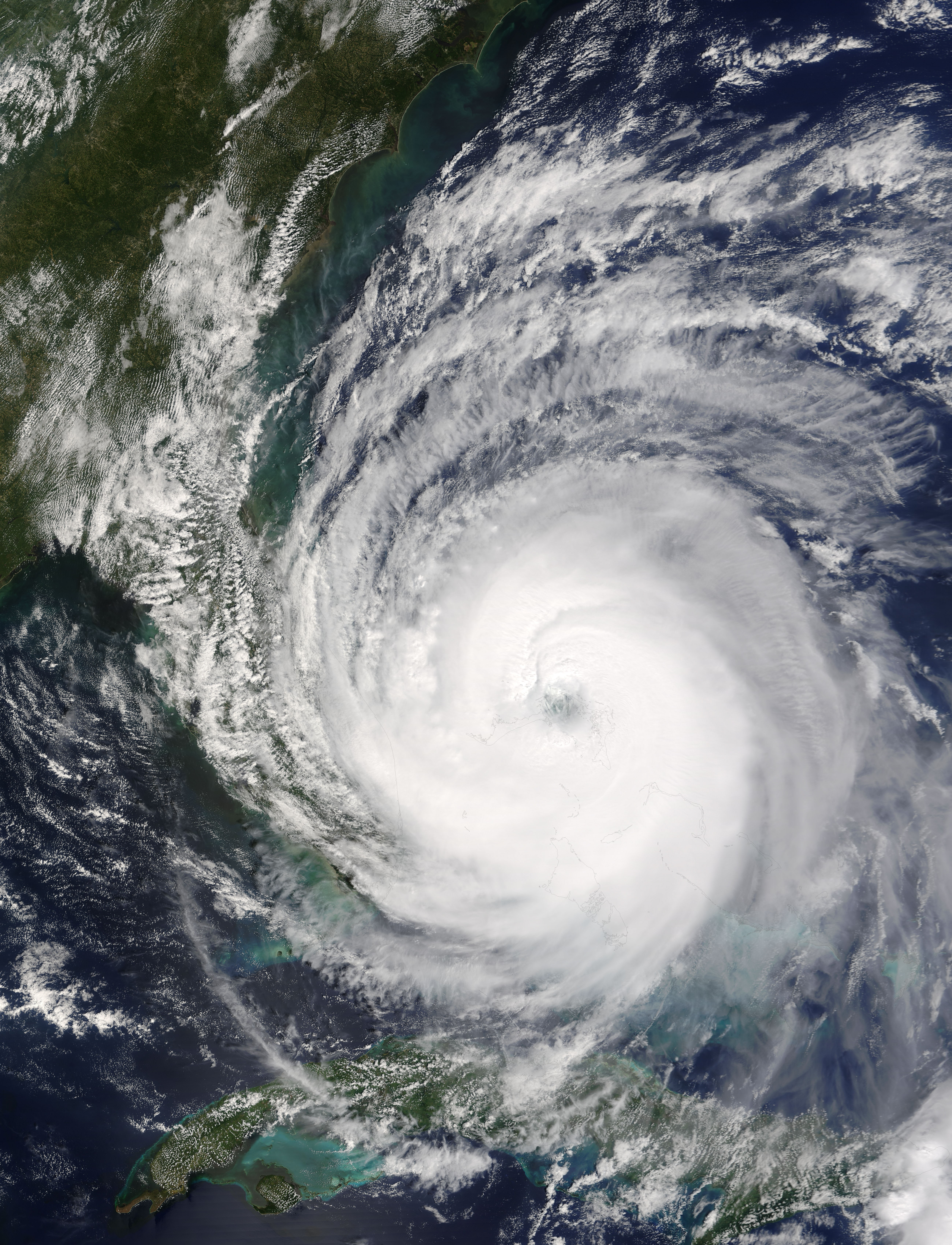
Huracán Jeanne cerca de tocar tierra el 25 de septiembre de 2004

Después de que se había pronosticado anteriormente que giraría hacia el noroeste y seguir a lo largo de la costa noreste de Florida, el pronóstico cambió 24 horas antes de trasladarse a tierra hasta un punto de recalada en la parte este-central del estado; el cambio se debió a la persistencia de la cresta hacia el norte. El huracán se movió sobre la isla Gran Bahama, y en las Bahamas produjo ráfagas de viento de hasta 130 mph (210 km/h). A medida que se acercaba a la costa de Florida, no se fortaleció mucho más, debido a un ciclo de reemplazo de la pared del ojo; este es el proceso en el que se forma una pared externa del ojo, causando que el ojo original se encoja y se disipe debido a la falta de humedad. A las 04:00 UTC del 26 de septiembre, Jeanne tocó tierra con vientos máximos de 120 mph (195 km/h) en el extremo sur de la Isla de Hutchinson, cerca de Stuart, Florida, con un ojo de 50 millas (85 km) de diámetro. El huracán se movió a tierra casi en la misma ubicación que el huracán Frances, que tocó tierra 21 días antes.
Al trasladarse hacia el interior en la Florida este-central, el huracán produjo una marea de tormenta de hasta 10 pies (3 m) en el condado de St. Lucie. En New Smyrna Beach, la marea de tormenta arrasó gran parte de la playa al este del dique de la ciudad. El impacto general de la marea de tormenta fue menor de lo esperado, debido a la tormenta que golpeó durante la marea baja. Jeanne produjo vientos máximos de 120 mph (195 km/h) en un muy pequeño norte del centro cerca de Sebastián, aunque el Centro Nacional de Huracanes notó la posibilidad de que los vientos más fuertes permanezcan sobre el agua. La oficina del Servicio Meteorológico Nacional en Melbourne registró vientos sostenidos de 91 mph (147 km/h), que fue la lectura de viento sostenida oficial más fuerte;  no se pudieron obtener lecturas más fuertes debido a cortes de energía generalizados a lo largo de su camino. Las ráfagas de viento alcanzaron un máximo de 128 mph (206 km/h) en Fort Pierce. Además de los vientos, el huracán dejó caer fuertes lluvias en las proximidades de la pared del ojo, alcanzando un máximo de 11.97 pulgadas (304 mm) en Kenansville. La lluvia causó inundaciones de agua dulce, así como un aumento en los niveles a lo largo del río St. Johns. El huracán también produjo varios mesovortices y tornados en el ojo cerca de donde se movió a tierra.

### Disipación

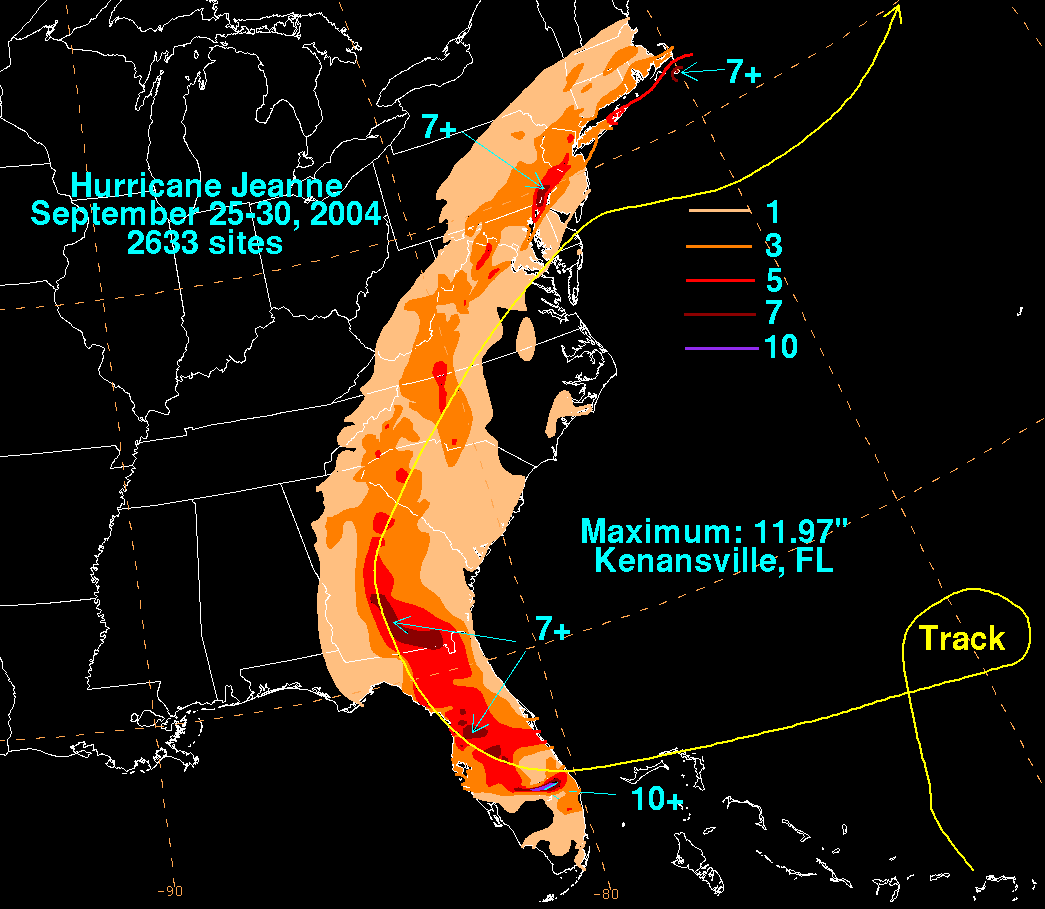
Resumen de precipitaciones para el huracán Jeanne

Cuando el huracán Jeanne se movió hacia el interior, la pared interna del ojo se disipó y la pared externa del ojo se hizo menos clara. Giró hacia el oeste-noroeste sobre el estado, curvando alrededor de la periferia occidental de la cresta hacia el noreste. A las 14 horas de haber tocado tierra, Jeanne se debilitó a un estado de tormenta tropical cerca del área de Tampa Bay. En el oeste de Florida, los vientos marinos produjeron una marea de 4.5 pies (1.4 m) por debajo de lo normal en Cedar Key; sin embargo, después de que la tormenta pasara por el área, los vientos terrestres se produjeron por encima de las mareas normales. A pesar de los pronósticos iniciales de que emergería en el Golfo de México, la tormenta se mantuvo sobre la tierra y continuó debilitándose lentamente. A principios del 27 de septiembre, el aire seco se vio arrastrado a la periferia sur de la circulación, lo que disminuyó las tormentas eléctricas hacia el sur. Después de girar hacia el norte, Jeanne ingresó al sur de Georgia y se debilitó en una depresión tropical.
A medida que avanzaba hacia el norte, Jeanne continuó arrojando lluvias de moderadas a fuertes, incluidas más de 7 pulgadas (175 mm) en el sur de Georgia. Un frente frío en la región causó que la depresión se acelere hacia el noreste, combinando la humedad del Golfo de México con aire fresco y estable sobre las Carolinas. Esta combinación produjo severas tormentas eléctricas en toda la región, generando seis tornados en Georgia, ocho en Carolina del Sur y ocho en Carolina del Norte.
Después de cruzar a Virginia, Jeanne hizo la transición a un ciclón extratropical el 29 de septiembre cerca de Washington, D. C. En Wilmington, Delaware, la tormenta llegó un tornado de categoría F2 en la escala de Fujita. A través del Atlántico Medio y Nueva Inglaterra, la humedad de la tormenta produjo lluvias ligeras a fuertes, con totales de más de 7 pulgadas (175 mm) cerca de Filadelfia y Nantucket. Después de volverse extratropical, los remanentes de Jeanne giraron hacia el este, salieron al océano Atlántico y se fusionaron con un frente frío.

## Preparaciones

### Puerto Rico e Islas de Sotavento
En la tarde del 13 de septiembre, se emitieron avisos de tormenta tropical para las Islas Vírgenes Británicas, Saba, San Eustaquio y San Martín, mientras que las advertencias de tormenta tropical se levantaron para Puerto Rico y las Islas Vírgenes de los Estados Unidos. Los relojes se actualizaron a avisos de tormentas tropicales a primera hora de la mañana del 14 de septiembre. Más tarde en la mañana, se emitieron advertencias de tormentas tropicales para San Cristóbal y Nieves, mientras que se emitieron avisos de tormentas tropicales para Anguila.
Durante la tarde, se redujeron las advertencias de tormentas tropicales para Saba, San Eustaquio y San Martín, mientras que se emitieron avisos de huracán para Puerto Rico y las Islas Vírgenes de los Estados Unidos. A última hora de la mañana del 15 de septiembre, se emitió una alerta de huracán para las Islas Vírgenes Británicas. Esa tarde, se lanzaron advertencias de tormentas tropicales para San Cristóbal y Nieves, mientras que las advertencias de huracán se redujeron a las advertencias de tormentas tropicales para las Islas Vírgenes de Estados Unidos. En la noche del 15 de septiembre, se retiraron las advertencias de tormentas tropicales en Puerto Rico y las Islas Vírgenes de Estados Unidos, Mientras que las advertencias de huracán se degradaron a las de tormenta tropical en Puerto Rico, y se retiraron todas las advertencias y alertas para las Islas Vírgenes Británicas. Puerto Rico fue cerrado por el gobierno de Sila María Calderón mientras se aproximaba la tormenta para evitar electrocuciones y daños a la infraestructura.

### República Dominicana y Haití

El huracán Jeanne tocó tierra en la costa este de La Española, el 16 de septiembre.

El 14 de septiembre se emitieron avisos de tormentas tropicales desde Cabrera a Isla Saona a primera hora de la tarde. Más tarde esa tarde, se registraron avisos de huracanes y tormentas tropicales desde Cabrera a Santo Domingo. A última hora de la mañana del 15 de septiembre, se emitieron avisos de huracán desde Cabrera a la Isla Saona, mientras se alzaban avisos de huracanes y alertas de tormentas tropicales desde Cabrera a Puerto Plata. Esa noche, las advertencias de huracán se extendieron hacia el oeste desde Cabrera a Puerto Plata mientras se emitían avisos de huracanes y tormentas tropicales desde Puerto Plata a Monte Cristi. 
A última hora de la mañana del 16 de septiembre, se emitieron advertencias de tormentas tropicales desde Môle-Saint-Nicolas a Puerto Plata. Esa tarde, las advertencias de huracán se degradaron a advertencias de tormenta tropical desde Puerto Plata a Isla Saona, mientras que todas las guardias de huracán se cayeron. A última hora de la tarde del 17 de septiembre, se retiraron las advertencias de tormentas tropicales para el resto de La Española.

### Bahamas
En las Bahamas, el primer aviso de huracán se emitió a las 21:00 UTC del 15 de septiembre e incluía Acklins y Islas de Crooked, Inagua, Mayaguana, Ragged Island y las Islas Turcas y Caicos. A las 15:00 UTC del día siguiente, esa alerta de huracán se actualizó a una advertencia de huracán. Simultáneamente, se activó otra alerta de huracán para Cat Island, Exuma, Long Island, Rum Cay y San Salvador. La advertencia de huracán se redujo a una advertencia de tormenta tropical a las 21:00 UTC del 17 de septiembre, mientras que la vigilancia de huracanes se redujo a una alerta de tormenta tropical. Tanto la advertencia de tormenta tropical como la de tormenta tropical se suspendieron a las 10:00 UTC del 19 de septiembre. 
Aunque Jeanne luego rastreó lejos de las Bahamas, la tormenta amenazaba al archipiélago nuevamente para el 23 de septiembre. Como resultado, la alerta de tormenta tropical para Cat Island, Exumas, Long Island, Rum Cay y San Salvador se produjo a las 09:00 UTC. Luego, a las 17:30 UTC del 23 de septiembre, se emitió una alerta de huracán en el noroeste de las Bahamas. Alrededor de las 09:00 UTC del día siguiente, se envió una advertencia de huracán a las islas Ábaco, Andros, Berry, Bimini, Eleuthera, Gran Bahama y New Providence, mientras que una alerta de tormentas tropicales se emitió simultáneamente para Cat Island, Exumas, Long Island, Rum Cay y San Salvador. A última hora del 25 de septiembre, la advertencia de tormenta tropical fue cancelada. Temprano al día siguiente, la advertencia de huracán se redujo a una advertencia de tormenta tropical para las Islas Ábaco, Berry Islands, Bimini y Gran Bahama, mientras que la parte restante - Isla de Andros, Eleuthera y New Providence– se suspendió. Todos los avisos y relojes de ciclones tropicales fueron cancelados antes de las 09:00 UTC del 26 de septiembre
Debido a que el huracán Frances golpeó apenas unas dos semanas antes, numerosas casas todavía tenían parches de plástico en sus techos, mientras que otros residentes aún vivían con vecinos o parientes. Los funcionarios instaron a los residentes en casas bajas a evacuar. Se abrieron refugios en las iglesias y escuelas de las islas Ábaco, Eleuthera, Grand Bahama. Al menos 700 personas fueron a un refugio solo en las Islas Ábaco.